# James Beaumont Neilson
James Beaumont Neilson (Shettleston, 22 giugno 1792 – Queenshill, 18 gennaio 1865) è stato un inventore scozzese.

## Vita e lavoro
Figlio di un ingegnere, lavorò fino a diventare capofficina della Gasworks di Glasgow nel 1817, ruolo che avrebbe mantenuto per 40 anni. Grazie ad un processo ad aria calda, diede un grande contributo per aumentare l'efficienza del processo della lavorazione del ferro.
Mentre cercava di risolvere un problema con un altoforno alle Wilsontown Ironworks, Neilson comprese che la forza della combustione poteva essere incrementata dal passaggio di aria calda, piuttosto che da aria fredda, attraverso un tubo rovente. Questo ridusse la quantità di carbone necessaria per lavorare il ferro e ne aumentò notevolmente l'efficienza così da venire incontro alla domanda delle ferrovie e delle industrie navali.
Neilson condusse esperimenti per provare questa teoria e brevettò il suo processo ad aria calda nel 1828. Dopo aver risolto alcune difficoltà iniziali, dal 1834 il processo venne largamente usato, sebbene Neilson dovette continuamente presentarsi in tribunale per difendere il suo brevetto.

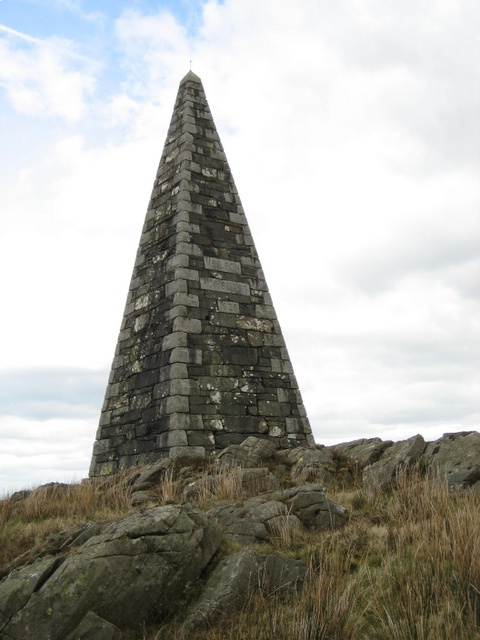
Monumento a Neilson vicino a Ringford, Kirkcudbrightshire

Riuscì con successo a difendere la sua invenzione e diventò ricco. Morì nella sua tenuta a Quenshill, vicino a Kirkcudbright. Suo figlio, Walter Montgomerie Neilson, eresse in quel luogo un monumento alla sua memoria nel 1883.